# 미탈 스틸 컴퍼니
미탈 스틸 컴퍼니(Mittal Steel Company)는 과거의 기업으로, 용적 면에서 세계 최대의 강철 생산 기업들 중 한 곳이다. 이 인도 소유의 기업은 현재 아르셀로미탈의 일부이다.
CEO 락슈미 미탈가(家)가 이 기업의 88%를 소유하였다. 미탈 스틸은 로테르담에 위치했지만 런던에서 미탈과 그의 아들 아디티아에 의해 관리를 받았다. 이스팟 인터내셔널 N.V.가 LNM 홀딩스 N.V.를 인수하고 2004년 인터내셔널 스틸 그룹과 합병되면서 설립되었다. 2006년 6월 25일, 미탈 스틸은 아르셀로(Arcelor)를 인수하기로 결정하면서 새 기업의 이름은 아르셀로미탈(ArcelorMittal)이 되었다. 이 인수는 아르셀로의 주주들과 임원들에 의해 성공적으로 승인되면서 L.N. 미탈이 세계 최대의 철강 제조사가 되었다.

## 같이 보기
- 아르셀로미탈
- 아르셀로